# Escola Real de Música da Igreja Anglicana
A Escola Real de Música de Igreja (RSCM) é uma organização cristã de educação musical dedicada à promoção da música no culto cristão anglicano , em particular o repertório e tradições da música na Igreja Anglicana, principalmente através de publicações, cursos de formação e um esquema de prêmios. A organização foi fundada na Inglaterra em 1927 por Sir Sydney Nicholson ; Hoje, ela opera internacionalmente, com 8.500 membros em mais de 40 países em todo o mundo, e é a maior organização de música religiosa da Grã-Bretanha.
O RSCM foi originalmente chamado de Escola de Música da Igreja Inglesa e só era aberto a membros da Comunhão Anglicana ; hoje é uma organização interdenominacional , embora ainda seja supervisionada pela Igreja da Inglaterra.
- O diretor é Hugh Morris (que começou em 2018)
- Presidente da Escola Real de Música de Igreja na América é Bert Landman.
- O presidente da RSCM Australia é Ross Cobb.
- Presidente da RSCM da África do Sul é Malcolm Chalmers
- Presidente da RSCM Nova Zelândia é Paul Ellis.
- O patrono é a rainha .

Coros afiliados à Escola Real de Música de Igreja usam frequentemente o medalhão RSCM , que apresenta uma imagem de São Nicolau , seu santo padroeiro .

## Prêmios e medalhas
O RSCM oferece uma série de notas e prêmios para significar diferentes níveis de desempenho musical. Há quatro prêmios básicos de mérito - a fita azul clara, a fita azul escura, a fita vermelha e a fita amarela. Esses prêmios compartilham a mesma medalha.
Além destas, várias medalhas são concedidas após cursos e exames bem-sucedidos:
- O prêmio Bronze
- O prêmio de prata
- O prêmio de ouro

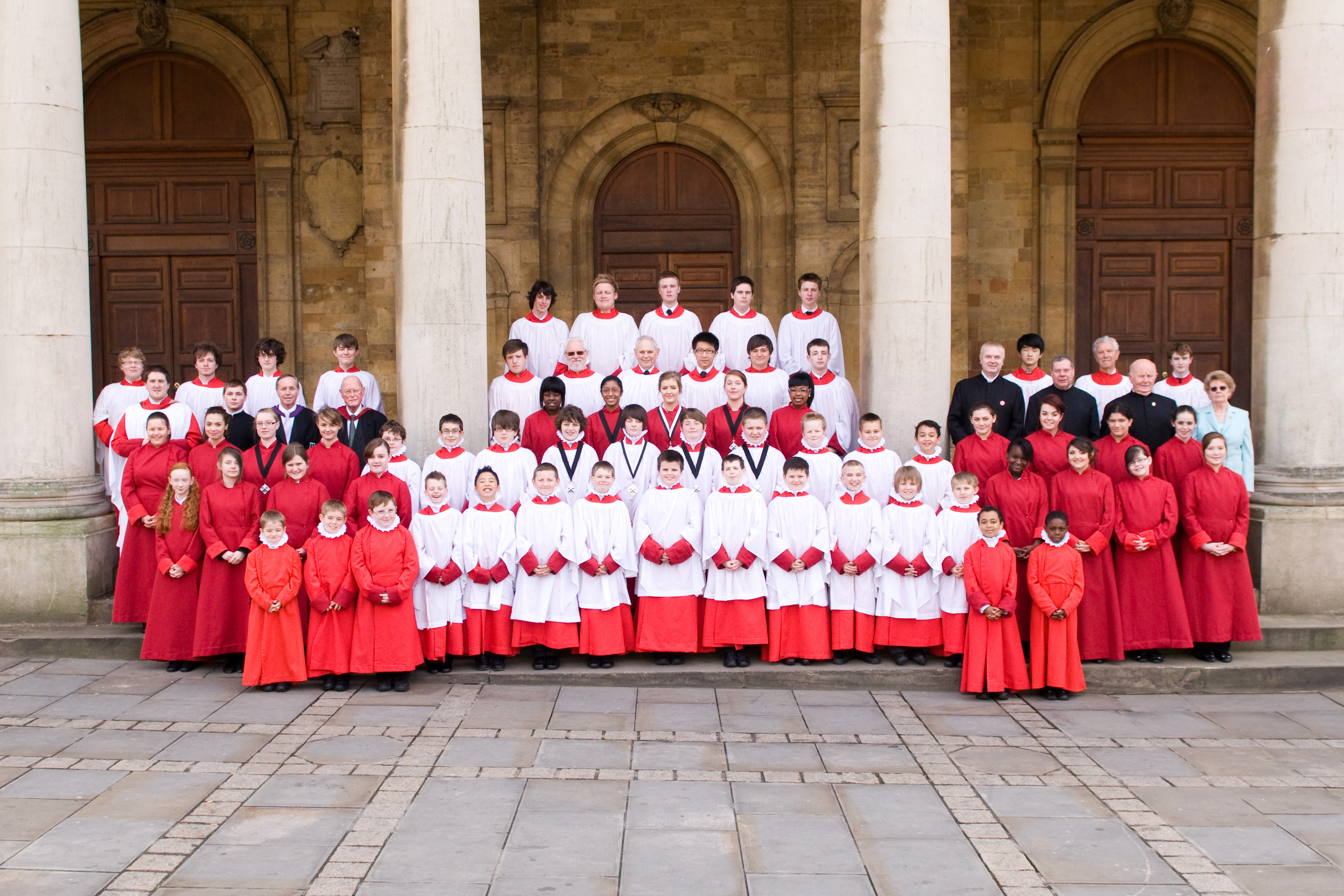
Todos os três coros da Igreja Anglicana de Todos os Santos.

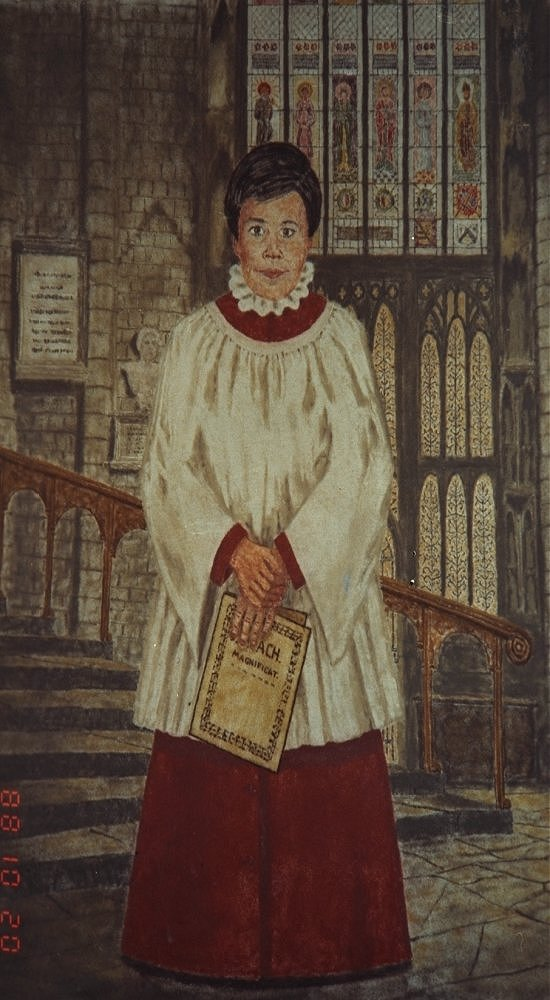
Corista da Catedral de Winchester usando as tradicionais vestes anglicanas do coro.

Os pré-requisitos do prêmio de Prata são a realização do prêmio Bronze (ou de seu antecessor, o prêmio Dean / Provost), de ter participado de um evento da RSCM como membro do coral e sugere-se que o candidato possua uma Teoria de Grau 3 (ABRSM ) nível de compreensão.
Os pré-requisitos do prêmio Gold são, mais uma vez, para manter o nível abaixo, para ter completado um curso RSCM (preferencialmente residencial) e é sugerido um nível de compreensão da Teoria de 5ª série (ABRSM). O ABRSM Grade 8 Singing é de um nível aproximado, mas o Gold Award tem um plano de estudos maior e não requer que o candidato memorize as peças. Ao contrário da 8ª série, o candidato também deve criar uma ordem de serviço para qualquer evento que deseje, com uma lista de músicas apropriada.
Os novos prêmios estão agora disponíveis para os coristas de qualquer idade e foram trazidos para padronizar o processo de premiação. Existem muitas regras baseadas na área para as medalhas antigas, que desaparecerão à medida que os antigos candidatos decidem não usar suas medalhas devido à idade.
Exemplos incluem
- Em algumas áreas, um corista pode usar todas as medalhas ao mesmo tempo, enquanto em outras há um limite de uma.
- uma fita vermelha (S. Cecilia / Nicolas) só pode ser usada por maiores de 18 anos em algumas áreas, enquanto que em outras áreas a maior medalha sempre tem uma fita vermelha.

As antigas medalhas são as seguintes…
Para coristas até a idade de 16 anos
- O prêmio do reitor / reitor
- O Prêmio do Bispo
- Os Prêmios Junior São Nicolau / Santa Cecília

Para coristas até a idade de 21 anos
- O Senior S. Nicolas / S. Cecilia Awards

Chorister Head e Chorister Heads também são usados por alguns coros.
| {{{caption}}}            |
| Medalha do chefe do coro |

| {{{caption}}}          |
| Prêmio de São Nicolas. |